# Rolls-Royce Ghost I
Der Rolls-Royce Ghost I (Baureihe RR4) ist eine Luxuslimousine von Rolls-Royce, die erstmals im April 2009 auf der Auto Shanghai der Öffentlichkeit vorgestellt wurde. Der Name Ghost erinnert an das ab 1906 hergestellte Modell Silver Ghost. Die Baureihe war mit einer Länge von 5,40 m die kleinste und einem Einstiegspreis von etwa 250.000 € auch günstigste im Programm des Herstellers.
Der zwischen 2013 und 2023 produzierte Rolls-Royce Wraith stellt die Coupé-Version des Ghost dar, wurde jedoch – anders als beim Phantom – als eigenständiges Modell vermarktet und besitzt mit 465 kW (632 PS) mehr Leistung als die Limousine. Der Einstiegspreis des Wraith lag bei rund 282.000 Euro.
Auf der IAA 2015 in Frankfurt am Main wurde das auf Basis des Ghost entwickelte Cabriolet Dawn vorgestellt. Ab 2016 wurde es ausgeliefert.
Im September 2020 präsentierte der Hersteller das Nachfolgemodell Ghost II.

## Konstruktion
Der Ghost wurde von Ian Cameron entworfen und von Helmut Riedl konstruiert. Riedl war bereits für die Entwicklung der 7. Generation des Rolls-Royce Phantom verantwortlich. Mit dem Ghost will Rolls-Royce gegen im Vergleich zum Phantom deutlich preisgünstigere Fahrzeuge anderer Hersteller konkurrieren, wie z. B. den Maserati Quattroporte oder den Bentley Continental Flying Spur/Bentley Flying Spur.
Mit dem BMW 7er F01 (produziert von 2008 bis 2015) und dessen Vorgänger BMW E65 (produziert von 2001 bis 2008) besitzt der Ghost 20 Prozent Gleichteile. Radstand, Spur, Fahrzeughöhe und Kofferraumhöhe unterscheiden sich aber. Die von BMW zugelieferten Teile beschränken sich auf Funktionsbauteile des Fahrzeuges, die dem Fahrzeuginsassen verborgen bleiben.
Angetrieben wird der Ghost von einem 6,6 l-V12-Turbo-Motor mit 420 kW (570 PS) Leistung, die über ein achtstufiges Automatikgetriebe von ZF an die Hinterräder übertragen wird. Im Vergleich mit dem größeren Phantom VII ist der Ghost rund 100 kW stärker bei etwa gleichem Gewicht. Das Leergewicht des Wagens beträgt 2435 kg.

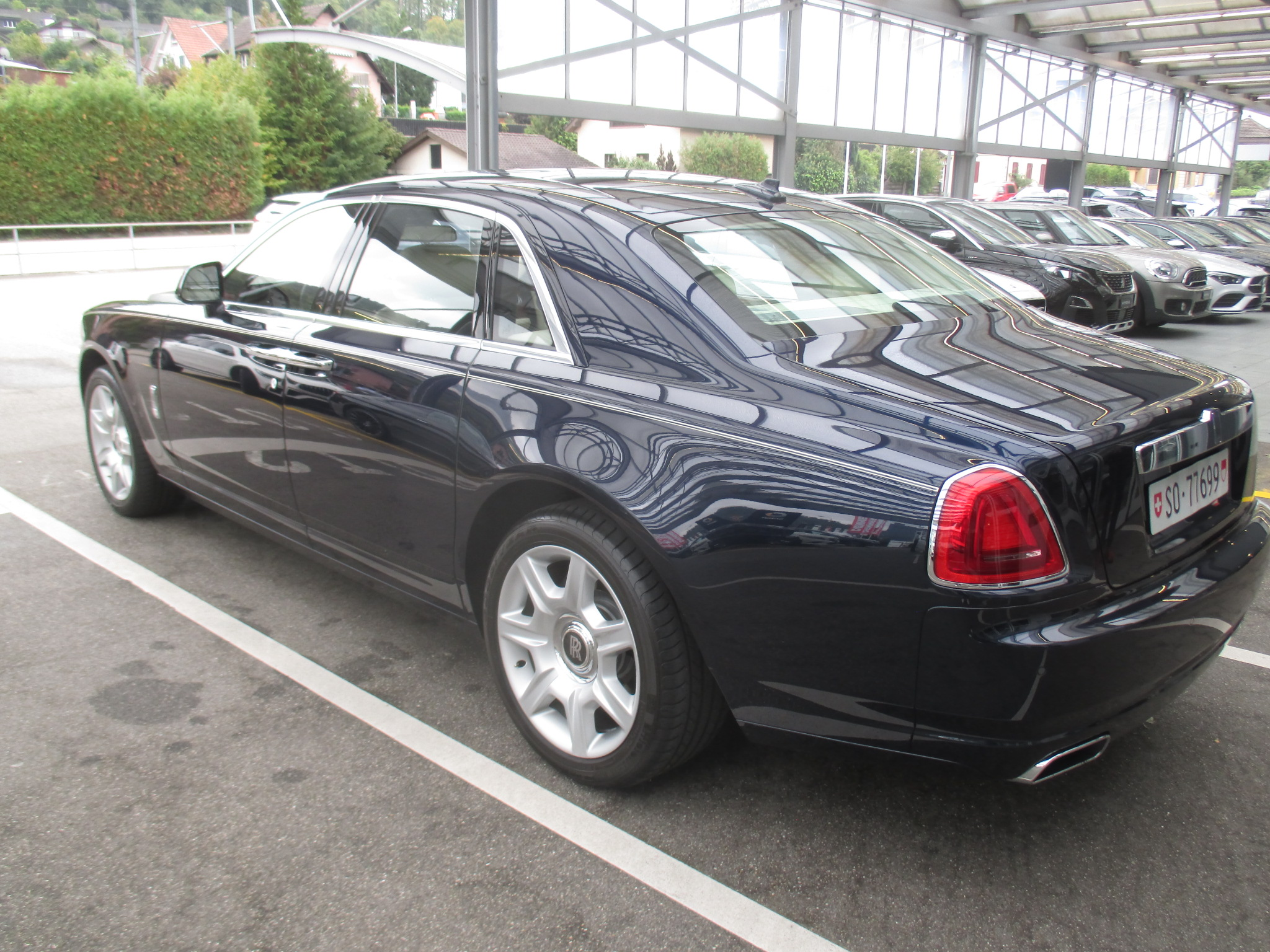
Heckansicht
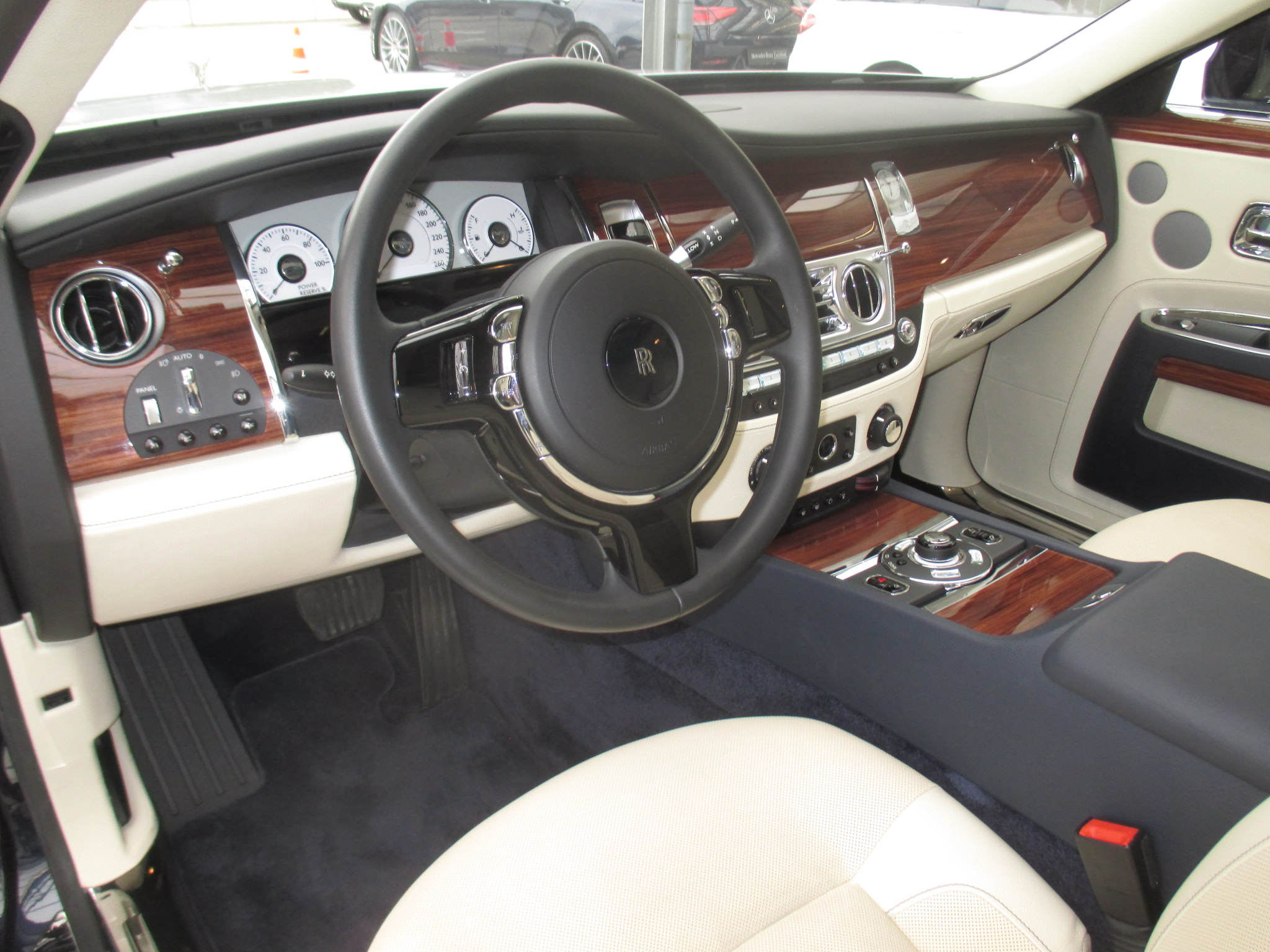
Innenansicht Fahrer
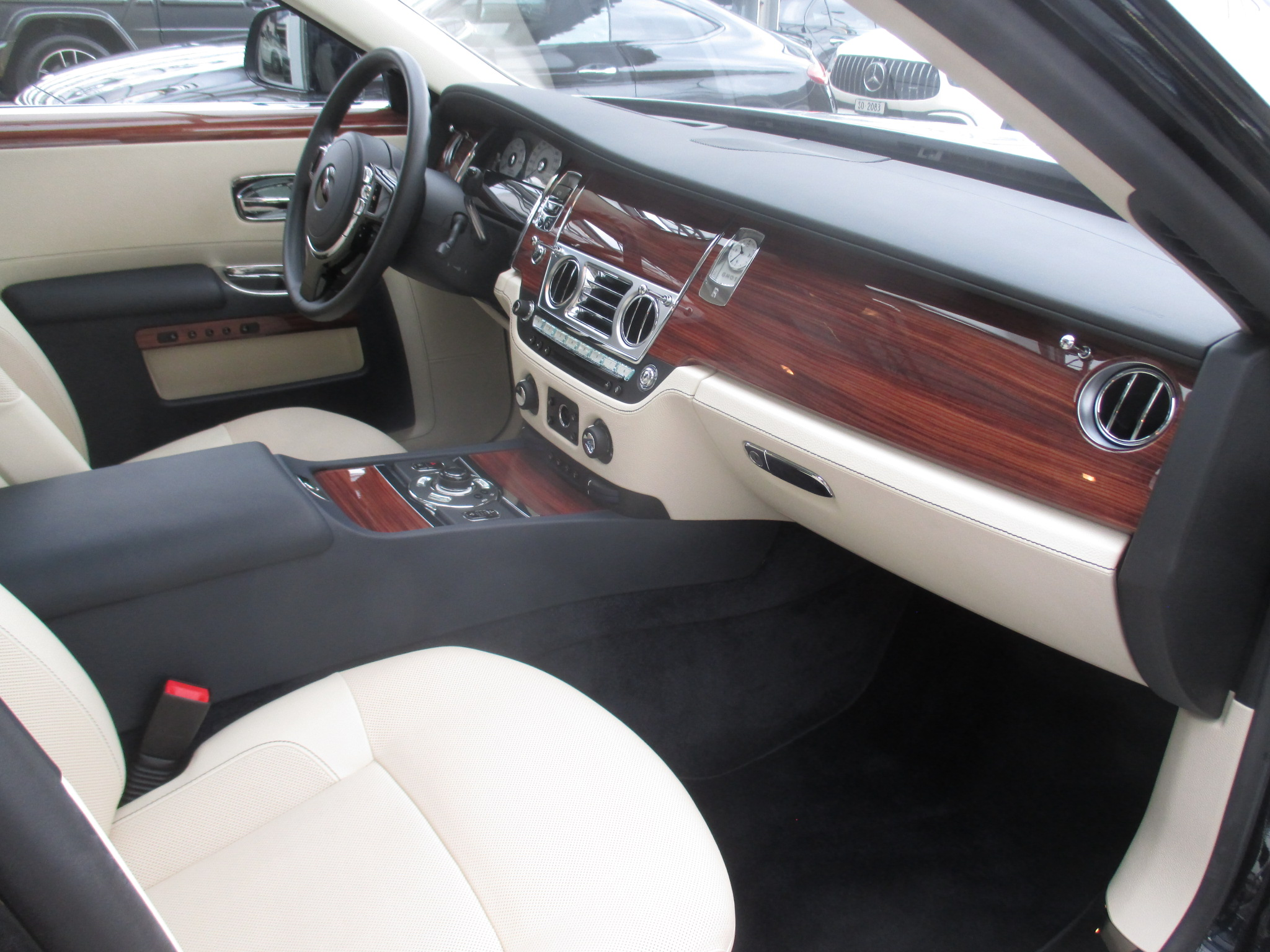
Innenansicht Beifahrer
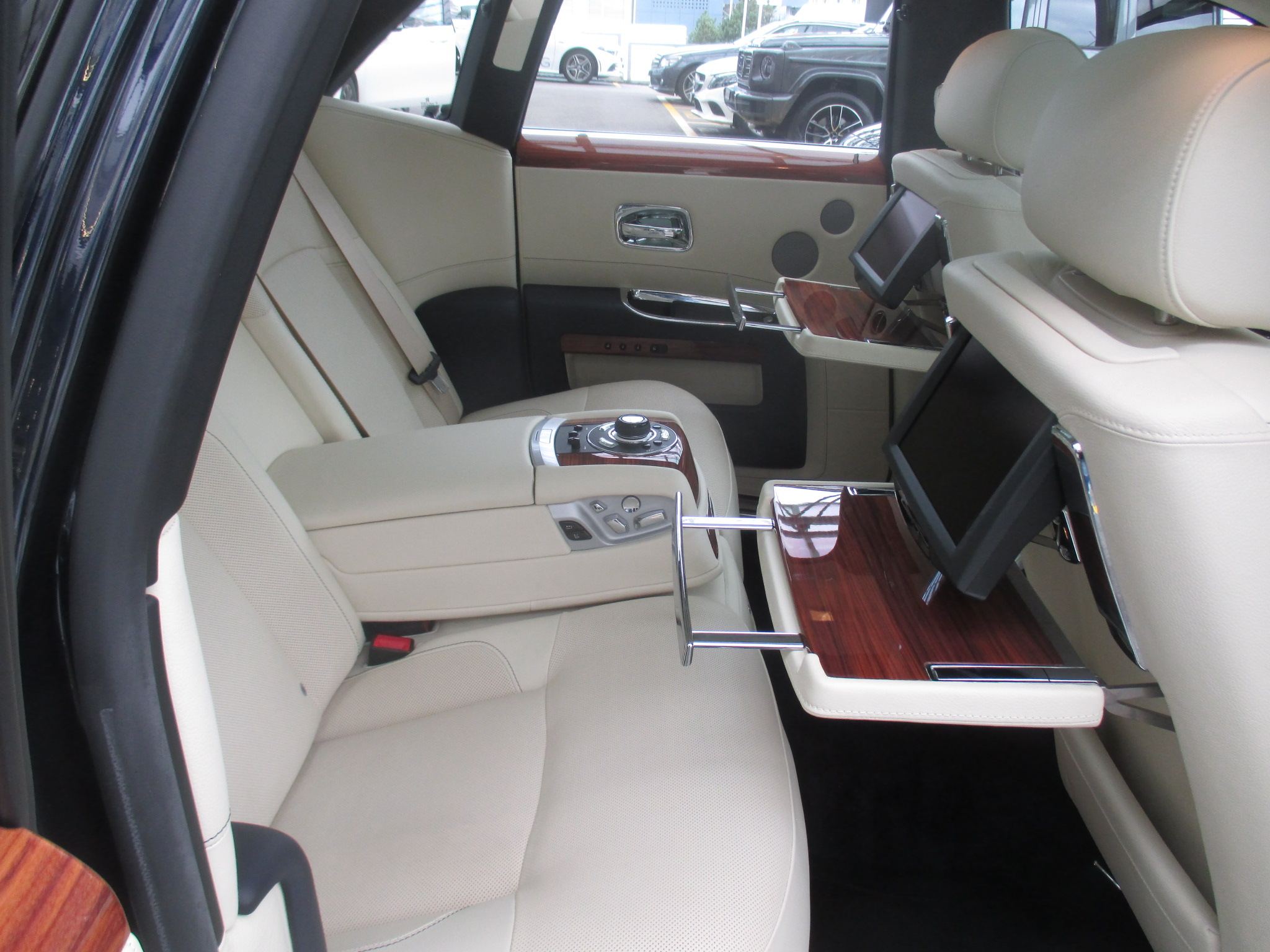
Innenansicht hinten
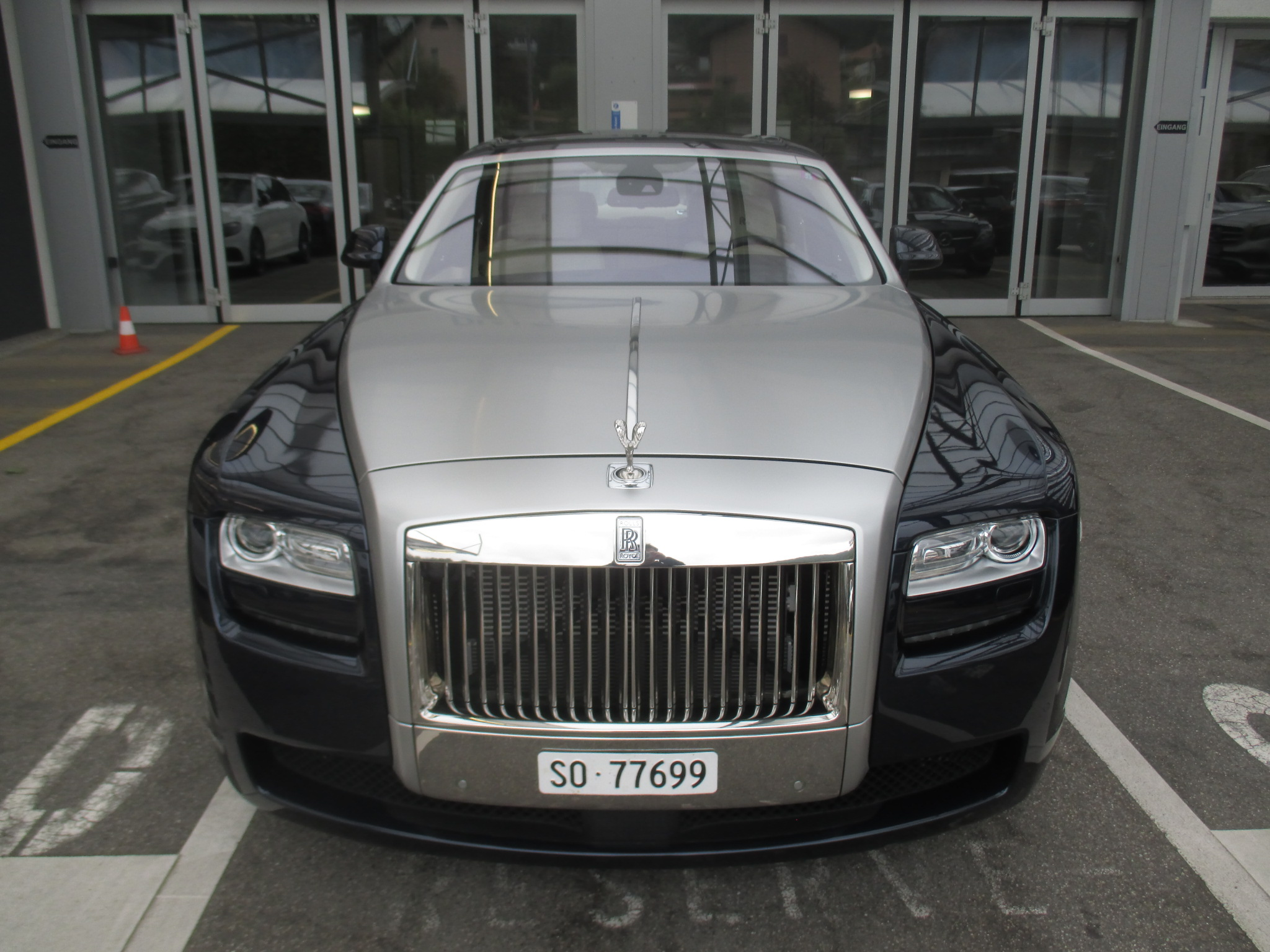
Markante Frontansicht

## Ghost EWB

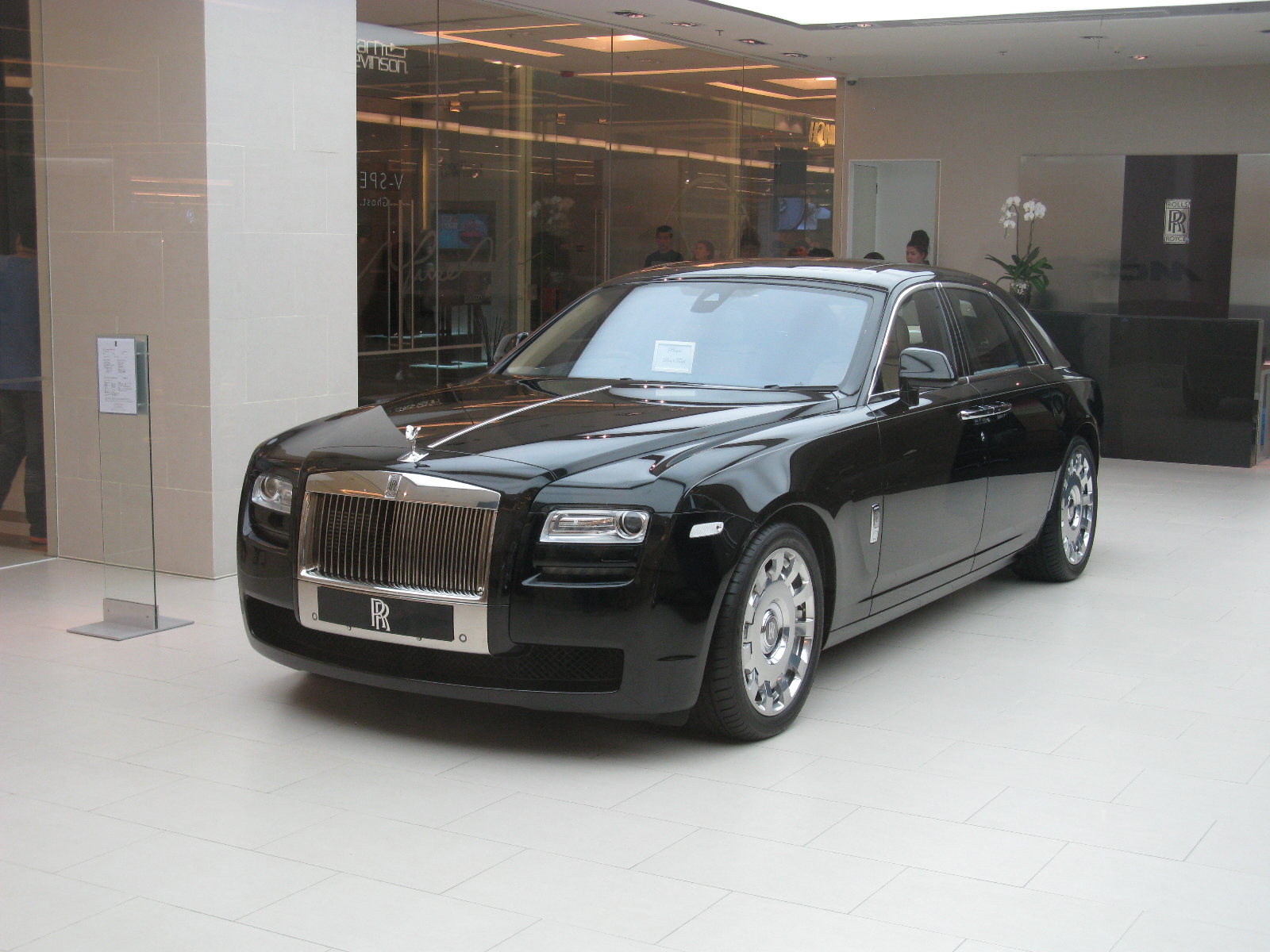

Der Ghost konnte – wie der Phantom – als lange Version EWB (für Extended Wheelbase) bestellt werden und wurde vom gleichen Motor angetrieben. Die 17 cm Verlängerung kamen lediglich dem Fond zugute, wodurch die Beinfreiheit erheblich vergrößert wurde. Der Einstiegspreis für die Langversion lag bei knapp 295.000 Euro.

## Fertigung und Zulassungszahlen
Die Rohkarosserie des Ghost entstand im BMW-Werk Dingolfing, der V12-Motor wurde im Werk München gefertigt. Die Weiterverarbeitung erfolgte auf einer eigenen Fertigungslinie in Goodwood. Lackieranlage, Holz- und Lederwerkstatt wurden mit dem Phantom gemeinsam genutzt.
Seit dem Marktstart 2010 bis einschließlich Dezember 2017 wurden in Deutschland 223 Rolls-Royce Ghost neu zugelassen. Mit 36 Einheiten war 2011 das erfolgreichste Verkaufsjahr.

## Konzeptfahrzeug 200 EX als Vorläufer

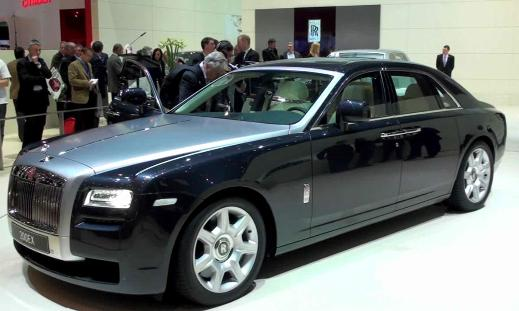
Rolls-Royce 200 EX (2009) auf dem Genfer Auto-Salon

Das Konzeptfahrzeug Rolls-Royce 200 EX wurde offiziell im März 2009 auf dem Genfer Auto-Salon vorgestellt und zeigte schon die Richtung an, in die das Design des Serienmodells Ghost gehen würde. Während seiner Entwicklung war der Ghost als „RR4“ bekannt.
Anders als der Phantom wurde der 200 EX nicht aus Aluminium, sondern aus Stahl gefertigt, welcher eine höhere Festigkeit besitzt und daher dünner sein kann. Das Fahrwerk hat Aluminium-Mehrlenkerachsen vorne und hinten mit Luftfederung. Die Auslegung der Fahrwerkskomponenten wie aktive Wankstabilisierung, variable Dämpfungskontrolle, Luftfederung etc. soll den Insassen stets bestmöglichen Komfort gewährleisten. So wird z. B. erfasst, ob ein Rücksitzpassagier sich während der Fahrt von der einen auf die andere Seite der Rückbank setzt und die Einstellung des Fahrwerks zum Ausgleich automatisch verändert.
Der Motor ist ein 6,6 l-V12-Turbo mit 420 kW (571 PS) und achtstufigem Automatikgetriebe von ZF.

## Ghost Series II
Auf dem Genfer Autosalon im März 2014 präsentierte Rolls-Royce die als „Series II“ bezeichnete Modellpflege des Ghost. Diese umfasst sowohl den Ghost mit kurzem Radstand (SWB) als auch die verlängerte Variante (EWB). Geändert wurde hierbei die Frontpartie, die mit neuer Stoßstange sowie modifizierten Scheinwerfern daherkommt. Zudem besitzen die Motorhaube sowie die Kotflügel neue Konturen. Mit dem Series II bietet Rolls-Royce optional auch zusätzliche neue Felgen und Farben an. Die GPS-unterstützte 8-Gang Automatik des Rolls-Royce Wraith wurde übernommen und der Motor in seiner Effizienz gesteigert. Auf dem Genfer Auto-Salon 2016 wurde die leistungsgesteigerte Black Badge Version vorgestellt.

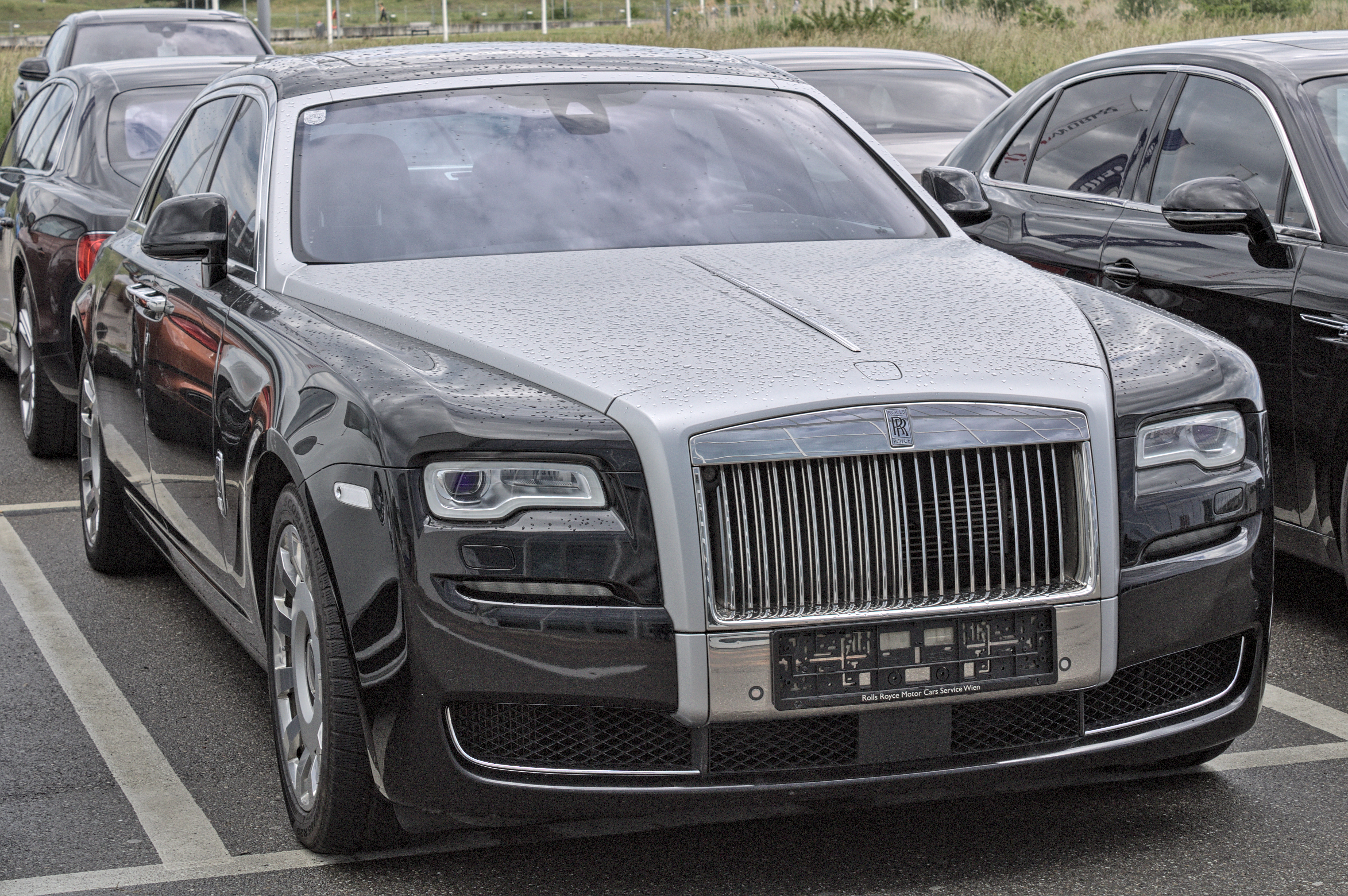
Rolls-Royce Ghost (2014–2020)
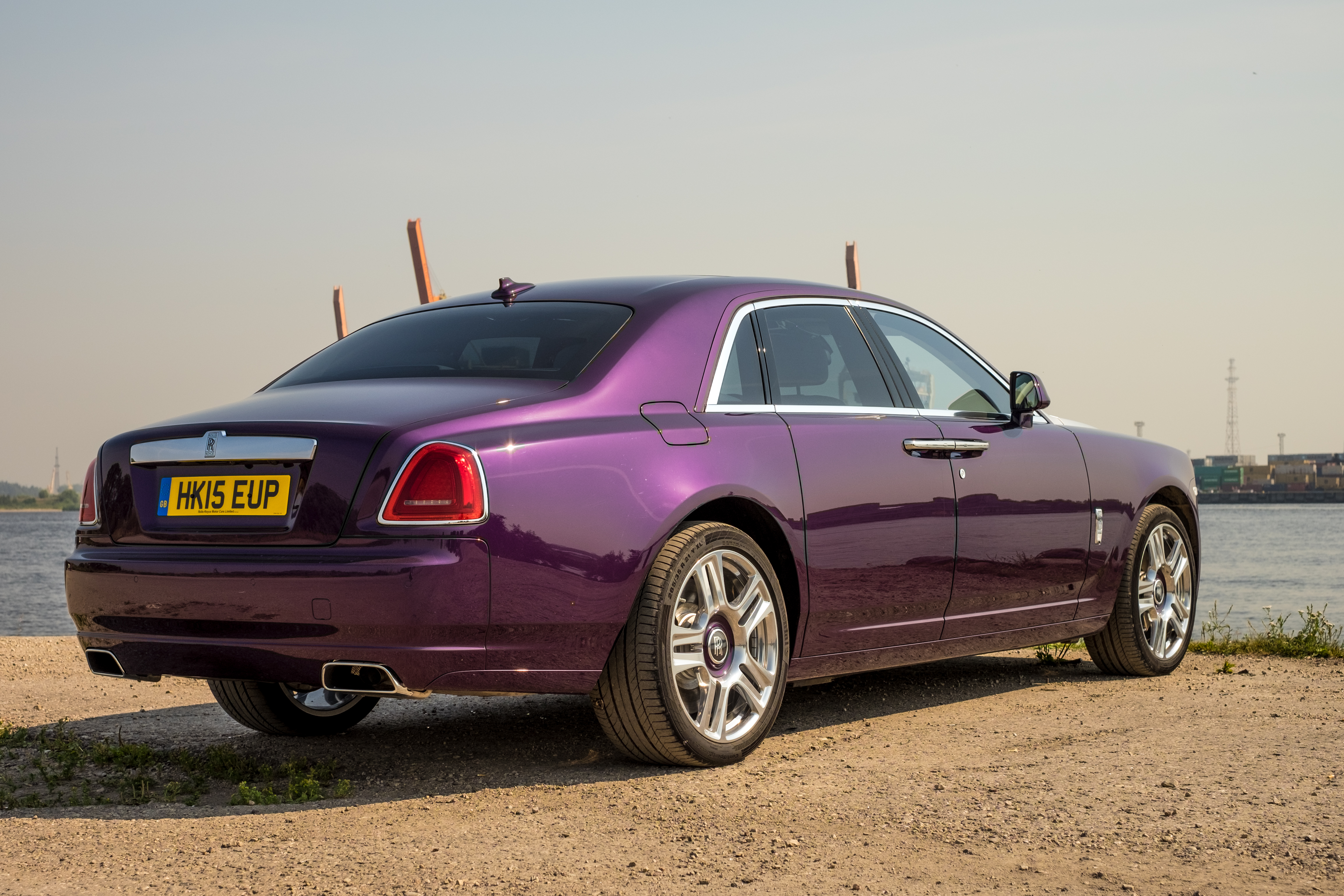
Heckansicht
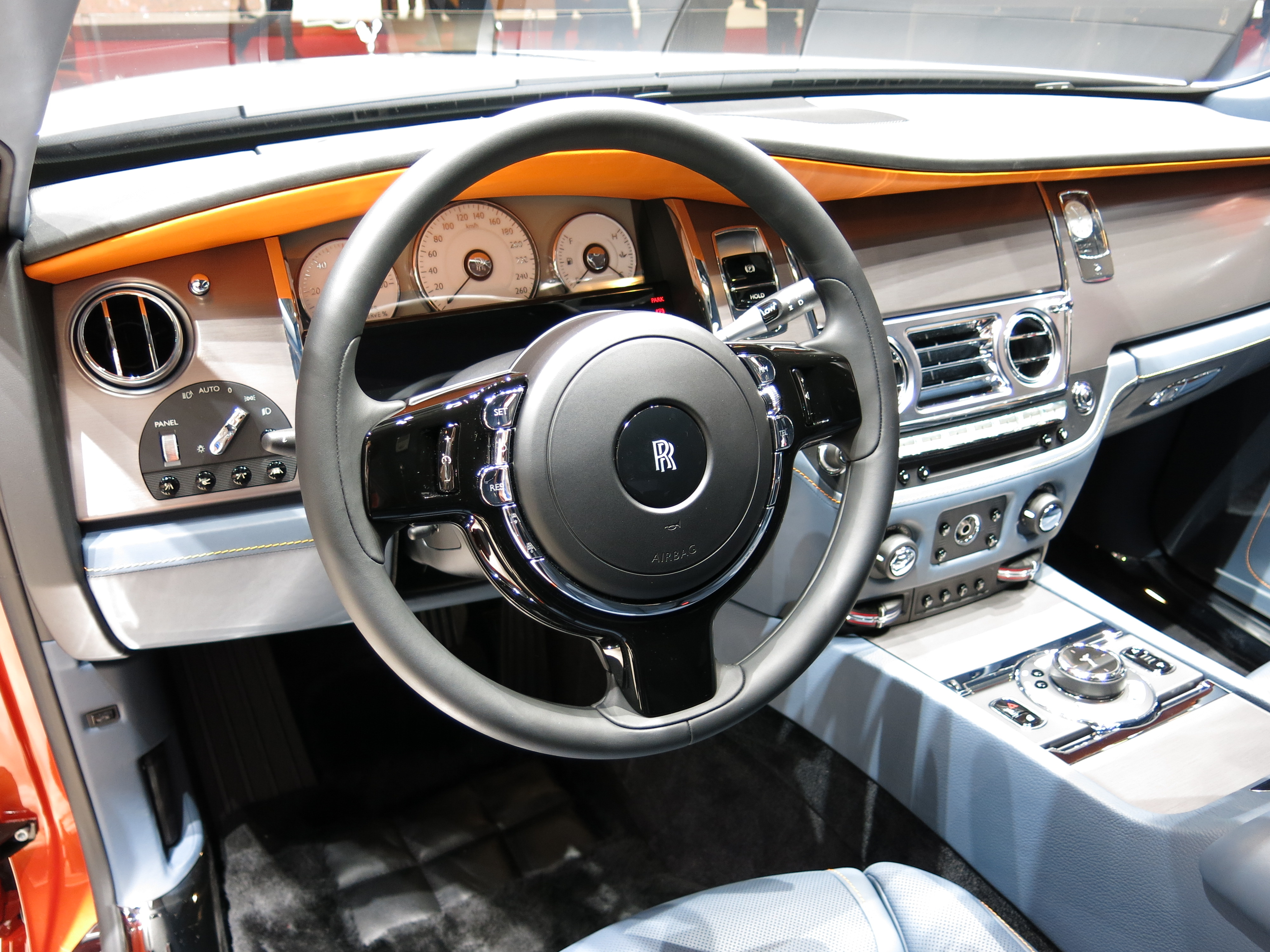
Innenraum
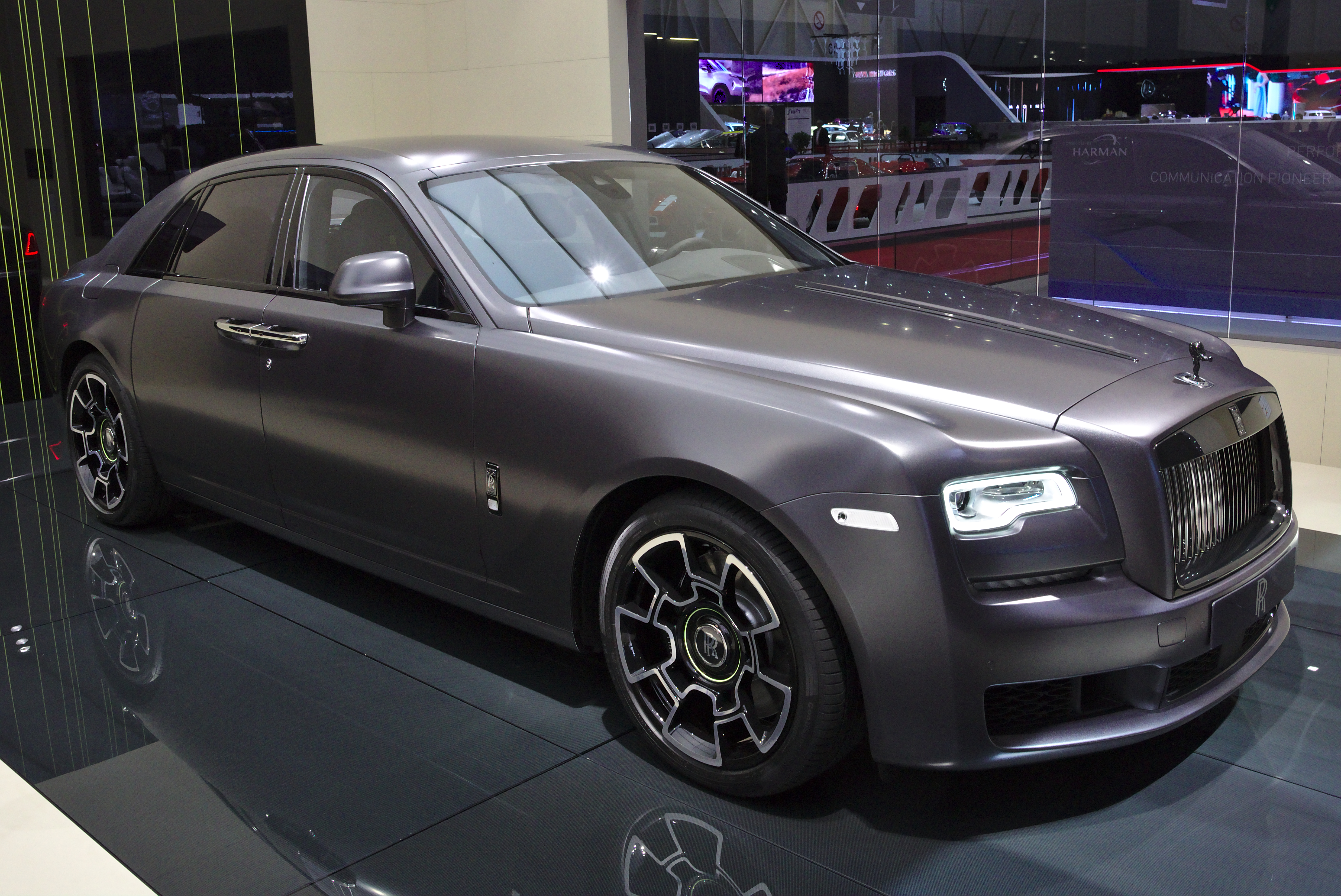
Black Badge
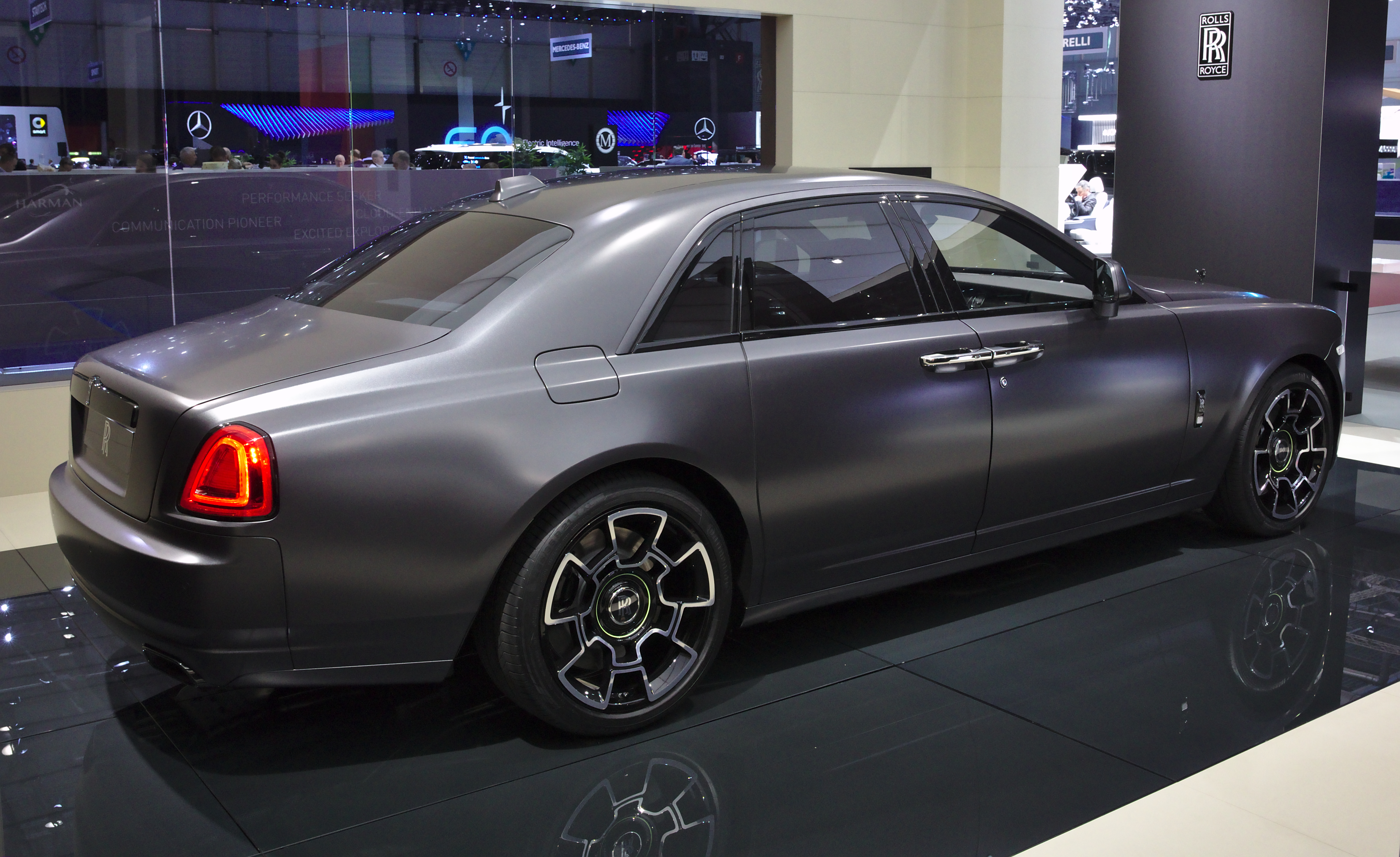
Black Badge, Heckansicht
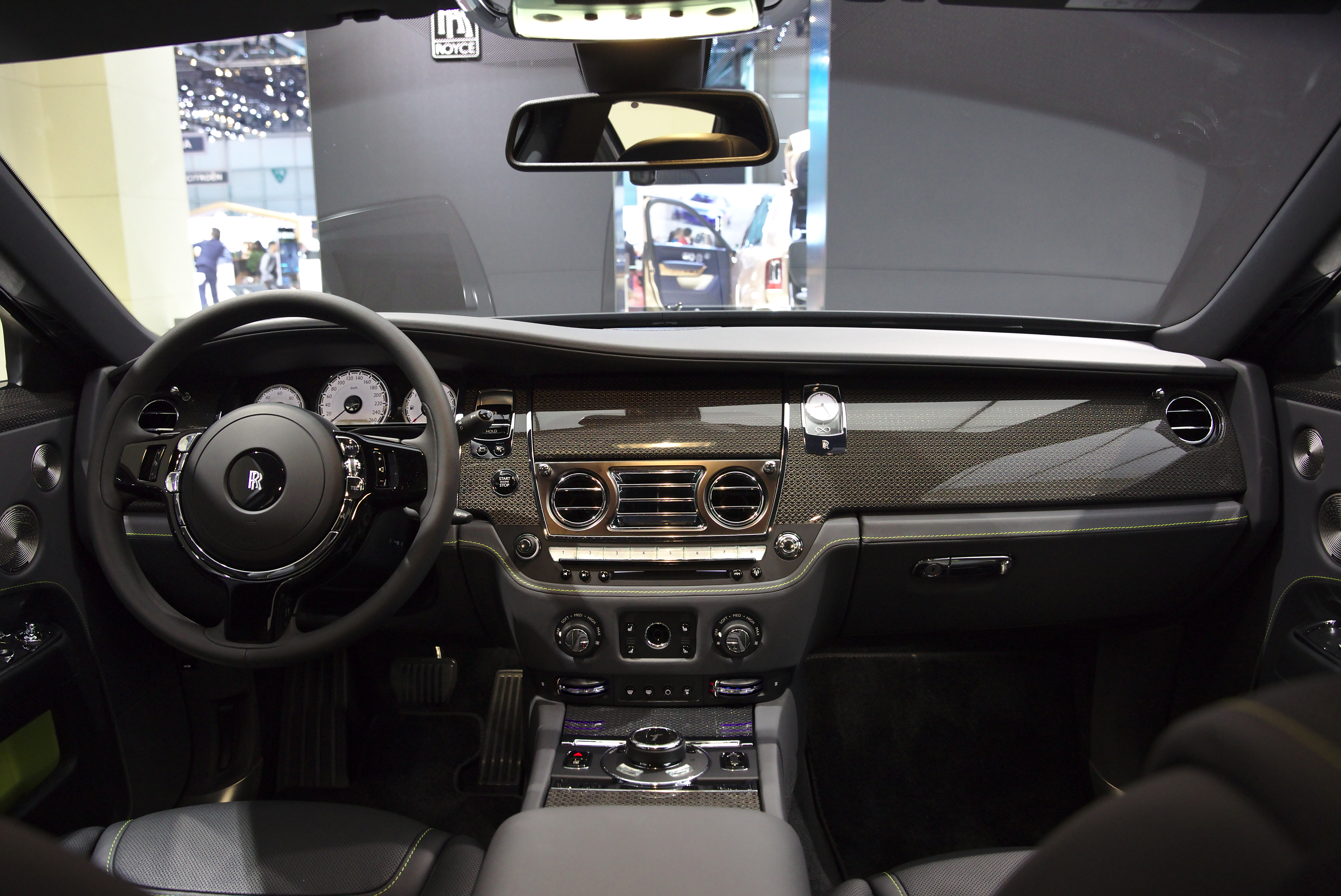
Innenraum
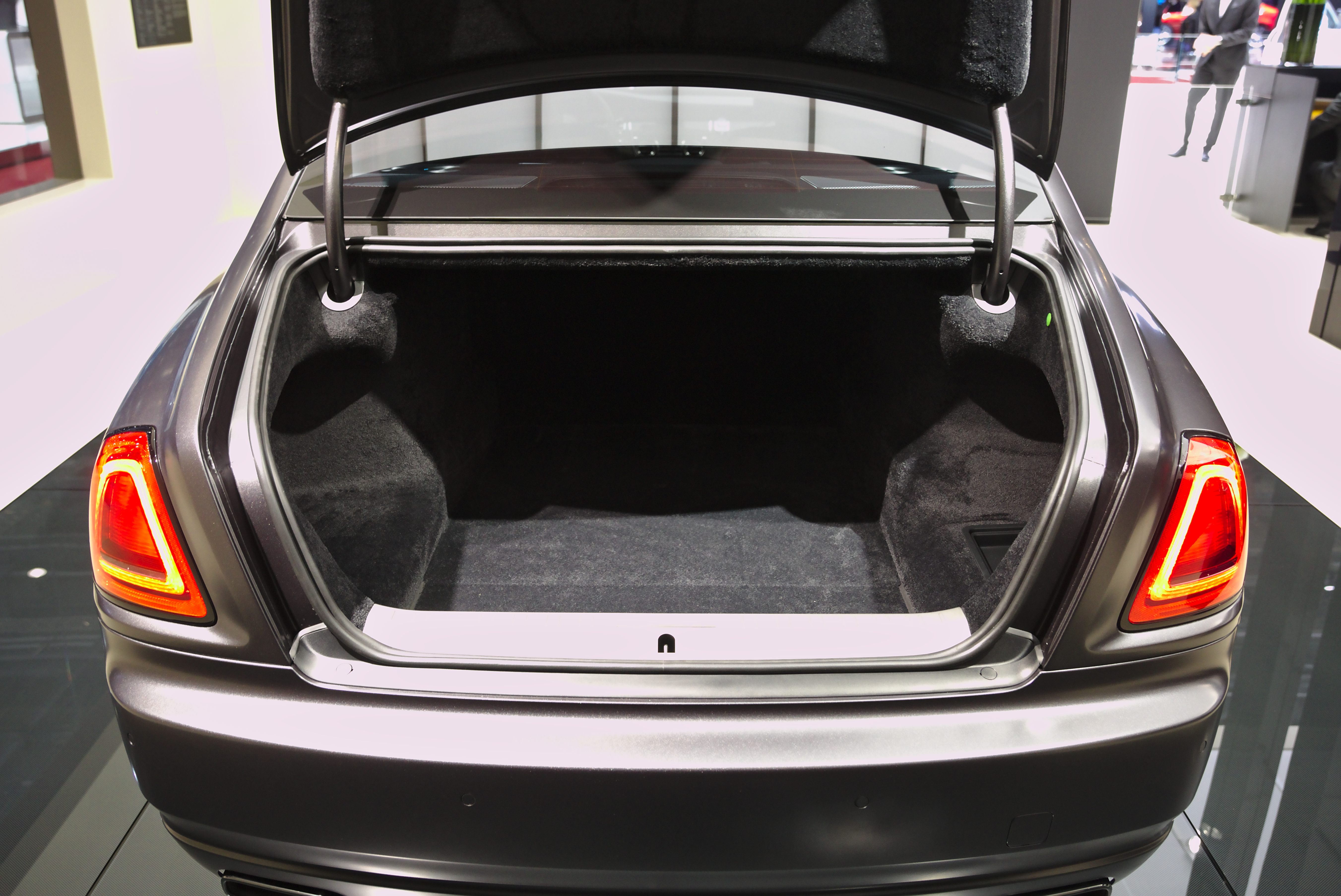
Kofferraum

## Technische Daten
| Modell                                      | Ghost                                   | Ghost EWB                               | Ghost Black Badge                       |
| ------------------------------------------- | --------------------------------------- | --------------------------------------- | --------------------------------------- |
| Motor                                       | BMW N74                                 | BMW N74                                 | BMW N74                                 |
| Zylinderzahl                                | 12                                      | 12                                      | 12                                      |
| Bauweise Motor                              | V                                       | V                                       | V                                       |
| Hubraum (cm³)                               | 6592                                    | 6592                                    | 6592                                    |
| Max. Leistung (kW/PS) bei 1/min             | 420/570 bei 5250                        | 420/570 bei 5250                        | 450/612 bei 5250                        |
| Max. Drehmoment (Nm) bei 1/min              | 780 bei 1500                            | 780 bei 1500                            | 840 bei 1650–5000                       |
| Getriebe (Type)                             | 8-Gang-Automatikgetriebe von ZF (8HP90) | 8-Gang-Automatikgetriebe von ZF (8HP90) | 8-Gang-Automatikgetriebe von ZF (8HP90) |
| Höchstgeschwindigkeit (km/h)                | 250 (abgeregelt)                        | 250 (abgeregelt)                        | 250 (abgeregelt)                        |
| Beschleunigung (0–100 km/h)                 | 4,9 s                                   | 5,0 s                                   | 4,8 s                                   |
| Kraftstoffverbrauch auf 100 km (kombiniert) | 14,0 l Super                            | 14,1 l Super                            | 14,2 l Super                            |
| CO2-Emissionen (kombiniert)                 | 327 g/km                                | 329 g/km                                | 325 g/km                                |